# Villa de Mazo
Villa de Mazo é um município da Espanha na província de Santa Cruz de Tenerife, comunidade autónoma das Canárias. Tem 71,2 km² de área e em 2021 tinha 4 875 habitantes (densidade: 68,5 hab./km²).
Neste município fica o Parque Arqueológico de Belmaco, constituído por uma gruta com inúmeros petróglifos guanches, descoberta no ano de 1752 pelo explorador espanhol Domingo Vandewalle.

## Demografia
| Variação demográfica do município entre 1991 e 2004 | Variação demográfica do município entre 1991 e 2004 | Variação demográfica do município entre 1991 e 2004 | Variação demográfica do município entre 1991 e 2004 |
| --------------------------------------------------- | --------------------------------------------------- | --------------------------------------------------- | --------------------------------------------------- |
| 1991                                                | 1996                                                | 2001                                                | 2004                                                |
| 5069                                                | 4501                                                | 4550                                                | 4777                                                |

## Património
- Farol de Arenas - possui um penetrante conteúdo erótico devido à sua forma fálica[2].